# Dianthus arrostii
Dianthus arrostii C.Presl är en nejlikväxt.

## Homotyp
Dianthus arrosti C.Presl

## Beskrivning
Dianthus arrostii ingår i släktet nejlikor, och familjen nejlikväxter.
Inga underarter finns listade i Catalogue of Life.

## Habitat
Nordvästra Afrika. Sardinien, Sicilien

## Etymologi
- Släktnamnet Dianthus härleds från grekiska Διός, Dios (ett alternativt namn till guden Zeus) och ἀνθός, anthos = blomma. Betydelsen blir sålunda Zeus blomma. I överförd bemärkelse kan det även förstås som gudomlig blomma.